# Чачапојас
Чачапојас (шп. Chachapoyas) је главни град истоимене провинције перуанског региона Амазонас. Налази се на северу земље на надморској висино од 2.335m и у њему је према подацима из 2005. године живело 20.279 становника. Град је основао шпански конкистадор Алонсо де Алвардо 5. септембра 1538. године. Локално становништво махом се бави пољопривредом. Најраспрострањеније је узгајање кафе, шећерне трске и орхидеје. 
Чачапојас је изолован град који је са осталим перуанским местима повезан неколицином аутобуса. Постојао је и локални аеродром са ограниченим услугама.